# Lepidocybium flavobrunneum
Cá giả thu hay Cá đen Escolar (Danh pháp khoa học: Lepidocybium flavobrunneum) là một loài cá biển trong họ cá thu rắn Gempylidae thuộc bộ cá vược Perciformes. Chúng còn được biết đến trong tiếng Ha-oai là walu walu và viết là waloo. Cá đen Escolar là một loài cá sống ở các vùng nước sâu ngoài đại dương từ 300 feet tới hơn 2.000 feet. Cá đen ăn chủ yếu là cá, mực và giáp xác.

## Câu cá
Cá đen rất ít khi bị bắt bởi những tay câu thể thao vì độ sâu mà chúng sống nhưng những người câu dây dài thì rất quen thuộc với chúng. Cá đen bị nhiều người và nhiều cơ quan chính phủ xem là cá có độc. Không phải vì chúng giết chết người mà vì chúng gây ra hội chứng tiêu chảy. Vì vậy, mặc dù thịt cá rất tốt để thưởng thức mùi vị. Một tay câu đã câu tại một trong những giàn khoang dầu ngoài khơi Louisiana bằng cách dùng một con cá nục sống làm mồi và câu ở độ sâu xấp xỉ 500 feet thì con cá này cắn câu. Nó nặng khoảng 60 pound và dài 4 feet rưỡi, một con cá đen thông thường câu được là 139 pound 15 ounce.